# Montagne Sainte-Geneviève
Pour les articles homonymes, voir Sainte-Geneviève.
La montagne Sainte-Geneviève est une colline parisienne située sur la rive gauche de la Seine et sur la rive gauche de son petit affluent (aujourd'hui souterrain), la Bièvre, non loin de leur confluence. 
Ayant son sommet sur la place du Panthéon, où se trouvait autrefois l'abbaye Sainte-Geneviève, elle occupe une grande partie du 5e arrondissement et du Quartier latin.

## Toponymie
Elle doit son nom à l'abbaye Sainte-Geneviève, qui a été construite à son sommet. Aujourd'hui il n'en reste plus que des traces. L'abbaye était dédiée à sainte Geneviève, patronne de Paris, réputée avoir protégé la ville des Huns d'Attila.

## Géographie
La colline s'élève à 33 m au-dessus du niveau moyen de la Seine. Elle se rattache à un plateau qui s'étend au sud de Paris, dont elle est un contrefort avancé. À l'ouest elle s'abaisse progressivement jusqu'aux Invalides, tandis qu'au nord et à l'est ses pentes sont plus abruptes parce qu'elle y borde la vallée de la Seine et celle de l'ancienne Bièvre. Cette dernière est à peu près au niveau du boulevard de l'Hôpital.
Les constructions qui se sont succédé depuis environ 2 000 ans rendent difficile la recherche du point de vue géologique. Néanmoins on peut faire l’hypothèse suivante à partir des fouilles effectuées : les Romains ont construit la ville antique à partir d’un plan quadrillé dont l’origine était le sommet de la colline. En 2005, la construction de nouveaux bâtiments sur le site de l’Institut Curie a permis de fouiller sur une stratigraphie importante au sommet de la montagne Sainte-Geneviève et d’étudier l’évolution de deux insulae dont l'une semble se prolonger jusqu'au cardo maximus,. D’après le site Paris, ville antique : « Pour implanter ce quadrillage, les arpenteurs et les géomètres ont probablement pratiqué un jalonnement sur la ligne droite qui deviendra l’axe principal de la fondation, le cardo maximus. On peut supposer que la première station où a été installée la groma devait correspondre au point le plus haut de cet axe, offrant ainsi une vision très dégagée vers l’île et la rive droite. Ce « point zéro » se situerait probablement à l’angle sud-est du forum, aujourd’hui devant les nos 172 et 174 de la rue Saint-Jacques, à l’endroit le plus élevé de la montagne Sainte-Geneviève. » À cet endroit, l'altitude est de 61 mètres.

## Histoire

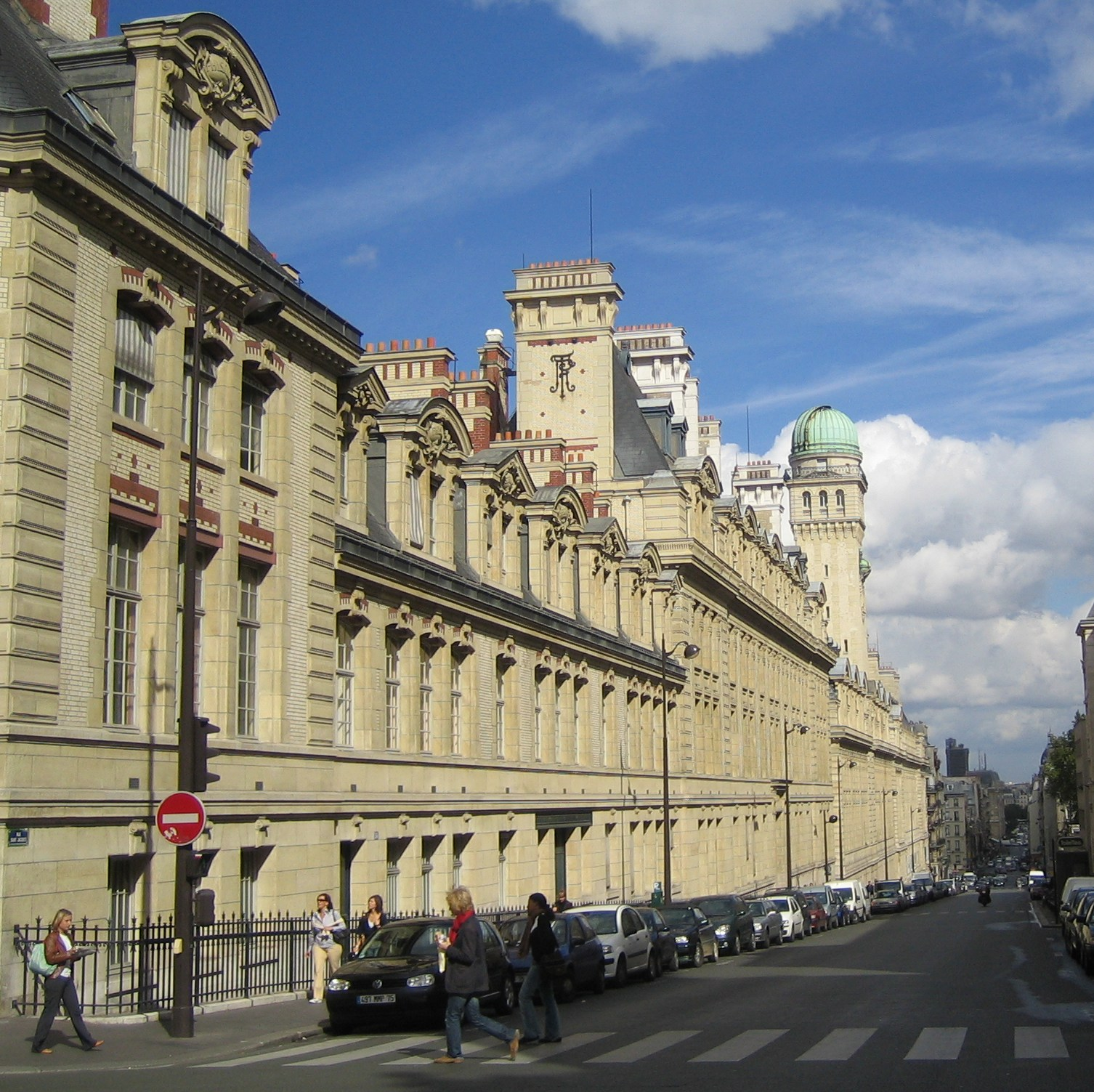
La rue Saint-Jacques et la Sorbonne, sur le flanc nord de la montagne Sainte-Geneviève.

C’est sur le versant nord de cette éminence, alors appelée mons Lucotitius, située sur la rive gauche de la Seine, que furent édifiés les monuments romains qui ont subsisté jusqu’à nos jours : les thermes de Julien, les arènes de Lutèce et le forum disparu, centre civique de la cité gallo-romaine qui était situé à l'emplacement de l'actuelle rue Soufflot. C'est sur le sommet de cette colline que Clovis et son épouse Clotilde firent édifier le monastère des Saints-Apôtres de Paris où Geneviève avait coutume de monter prier en empruntant un chemin devenu la « rue de la Montagne-Sainte-Geneviève ». Le monastère fut ensuite appelé « abbaye Sainte-Geneviève » et abrita par la suite les tombeaux respectifs de Clovis, de Clotilde et de la sainte.
Au Moyen Âge, la montagne est nommée « l’Oultre Petit-Pont ». C'est sur ses flancs que s’installe l'université de Paris, donnant naissance à de nombreux collèges.
Au sommet de la montagne Sainte-Geneviève s’élève le Panthéon, mausolée des célébrités nationales. Cet édifice n’est autre que l’église Sainte-Geneviève que décida de bâtir le roi Louis XV en 1744 pour honorer le vœu qu’il avait fait de construire une église pour Geneviève s’il survivait à une grave maladie.
Le secteur urbain bâti sur la montagne Sainte-Geneviève fait partie du Quartier latin qui abrite plusieurs établissements et écoles prestigieuses : la Sorbonne, le Collège de France, l’ancienne École polytechnique, l’École normale supérieure, l’ancienne faculté de droit, l'école supérieure de physique et de chimie industrielles (ESPCI ParisTech), l'école nationale supérieure de chimie de Paris (chimie ParisTech) et l’Institut Curie. Il est également terre des lycées Louis-le-Grand, Saint-Louis et Henri IV (en partie construit sur l’emplacement de l’ancienne abbaye Sainte-Geneviève de Paris).

## Au cœur du Quartier latin
Dotée dès le XIIe siècle de plusieurs écoles importantes, à l'origine de la création de l'université de Paris vers 1200, la montagne Sainte-Geneviève est à la fin du Moyen Âge et à l'époque moderne le « quartier latin » de Paris, le latin étant alors la langue utilisée dans l'enseignement supérieur. 
Cette tradition universitaire se poursuit aujourd'hui, puisqu'elle présente une forte concentration d’établissements de recherche et d’enseignement :
- le bâtiment historique de la Sorbonne ;
- le collège de France (rue des Écoles) ;
- les universités parisiennes issues de l'éclatement de l'ancienne université de Paris : Panthéon-Sorbonne, Panthéon-Assas, Sorbonne-Nouvelle-Paris-III, Paris IV-Sorbonne ;
- l’École normale supérieure (rue d'Ulm) ;
- le collège Sainte-Barbe ;
- l’École nationale supérieure de chimie de Paris ;
- l'École nationale supérieure des arts décoratifs ;
- l’École supérieure de physique et de chimie industrielles de la ville de Paris ;
- l’Institut de biologie physico-chimique ;
- l’Institut Curie ;
- l’Institut Henri-Poincaré ;
- l’Institut national agronomique Paris-Grignon ;
- l'Institut de géographie ;
- la délégation Paris-Centre du CNRS ;
- anciennement l’École polytechnique, de 1804 à 1976 (site actuellement occupé par le ministère de l'Enseignement supérieur et de la Recherche) ;

On y trouve aussi trois lycées importants, le lycée Henri-IV, le lycée Louis-le-Grand et le lycée Saint-Louis, communément appelés les trois lycées de la montagne ; le lycée privé Sainte-Geneviève a été transféré en 1913 à Versailles.
Un certain nombre de ces établissements sont regroupés au sein de l’association de la Montagne Sainte-Geneviève.